# ۱۵۸ (پیش از میلاد)
۱۵۸ (پیش از میلاد) ۱۵۸مین سال قبل از تقویم میلادی است.
سال ۱۵۸ پیش از میلاد، سالی از گاه‌شماری رومی پیش از ژولیان بود. در آن زمان به عنوان سال کنسولگری لپیدوس و لائناس (یا به‌ندرت سال ۵۹۶ Ab urbe condita) و سال ششم هویوان شناخته می‌شد. نام ۱۵۸ قبل از میلاد برای این سال از اوایل دوره قرون وسطی استفاده شده‌است، زمانی که دوره تقویم «پس از میلاد» به روش رایج در اروپا برای نامگذاری سالها تبدیل شد.

## مناسبت‌ها

### بر اساس مکان

#### آسیای کوچک
- به درخواست رومیان، آریاراد پنجم، پادشاه کاپادوکیه، پیشنهاد پادشاه سلوکی، دمتریوس اول، مبنی بر ازدواج وی با خواهر دمتریوس اول را رد کرد. در پاسخ، نیروهای سلوکی به کاپادوکیه حمله کردند و آریاراد پنجم را از تاج و تخت کاپادوکیه برکنار کردند. . سپس دمتریوس اول، اوروفرنس نیسیفوروس، پسر فرضی پادشاه فقید، آریاراد چهارم، را جایگزین او کرد. با محروم شدن آریاراد پنجم از پادشاهی، او به رم گریخت.
- آتالوس دوم فیلادلفوس، پسر دوم آتالوس اول سوتر از پرگاموم، پس از مرگ برادر بزرگترش، یومنس دوم، بر تخت سلطنت نشست.

## زادگان
- پوبلیوس روتیلیوس روفوس، کنسول روم، سیاستمدار، خطیب و مورخ (م. ۷۸ ق.م.)

## مرگ‌ها
- یومنس دوم، پادشاه پرگاموم که از سال ۱۹۷ قبل از میلاد حکومت می‌کرد و از اعضای سلسله آتالی بود. دولتمردی درخشان که پادشاهی کوچک خود را به اوج قدرت رساند و پرگاموم را به مرکز بزرگ فرهنگ یونانی در آناتولی تبدیل کرد.